# Waverly (Nebraska)
Waverly es una ciudad ubicada en el condado de Lancaster en el estado estadounidense de Nebraska. En el Censo de 2010 tenía una población de 3277 habitantes y una densidad poblacional de 537,49 personas por km².

## Geografía
Waverly se encuentra ubicada en las coordenadas 40°54′40″N 96°32′3″O / 40.91111, -96.53417. Según la Oficina del Censo de los Estados Unidos, Waverly tiene una superficie total de 6.1 km², de la cual 6.1 km² corresponden a tierra firme y (0%) 0 km² es agua.

## Demografía
Según el censo de 2010, había 3277 personas residiendo en Waverly. La densidad de población era de 537,49 hab./km². De los 3277 habitantes, Waverly estaba compuesto por el 98.17% blancos, el 0.15% eran afroamericanos, el 0.15% eran amerindios, el 0.27% eran asiáticos, el 0% eran isleños del Pacífico, el 0.4% eran de otras razas y el 0.85% pertenecían a dos o más razas. Del total de la población el 1.43% eran hispanos o latinos de cualquier raza.